# Balneário Piçarras
Balneário Piçarras, già Piçarras, è un comune del Brasile nello Stato di Santa Catarina, parte della mesoregione della Vale do Itajaí e della microregione di Itajaí.
Il comune ha cambiato nome dal precedente Piçarras, con un referendum plebiscitario tenutosi nel 2004 e ratificato l'anno seguente.